# Saïd Benrahma
Mohamed Saïd Benrahma (arabiska: سعيد بن رحمة), född 10 augusti 1995 i Aïn Témouchent, är en algerisk fotbollsspelare som spelar för Lyon.

## Karriär
Den 16 oktober 2020 lånades Benrahma ut av Brentford till West Ham United på ett säsongslån. Den 29 januari 2021 blev han klar för en permanent övergång till West Ham United och skrev på ett 5,5-årskontrakt med klubben.
Den 2 februari 2024 lånades Benrahma ut till Lyon på ett låneavtal över resten av säsongen. I juni 2024 utnyttjade Lyon sin köpoption i låneavtalet och värvade Benrahma i en permanent övergång.